# Parco nazionale di Djebel Serj
Il parco nazionale di Djebel Serj (in arabo الحديقة الوطنية بجبل السرج) è un parco nazionale della Tunisia situato tra le delegazioni di Siliana Sud (governatorato di Siliana) e di Oueslatia (governatorato di Kairouan). Si estende sulle pendici settentrionali del Djebel Serj.
Istituito il 29 marzo 2010, ricopre una superficie di 1720 ettari. La sua gestione è affidata al ministero dell'Agricoltura.
Nel parco crescono un centinaio di alberi di acero minore, una specie molto rara in Tunisia, ma anche esemplari di pino d'Aleppo, di quercia spinosa, di olivo selvatico, di carrubo e sempre più frequentemente di ginepro articolato. Vivono qui numerosi mammiferi come il serval, il cinghiale, lo sciacallo, la volpe, la mangusta, la lepre, il riccio e, soprattutto, la iena striata. Tra gli uccelli, è da segnalare la presenta dell'aquila minore, della poiana codabianca, del falco pellegrino, del gheppio comune, del biancone eurasiatico, della pernice sarda e della tortora comune; è stata segnalata anche la presenza dell'aquila reale.
Il 20 ottobre 2016 il parco ha ricevuto 21 esemplari di gazzella di Cuvier, accogliendo in tutto 43 rappresentanti di questa rara specie.